# جون إتش كروس
جون إتش كروس (بالإنجليزية: John H. Cross)‏ هو عسكري أمريكي، ولد في 25 سبتمبر 1925، وتوفي في 19 نوفمبر 2010.